# Najat Kaanache
Najat Kaanache (Orio, España, 1978) es una chef española con orígenes marroquíes. Esta fusión se ve reflejada en su estilo de cocina, y también sus estudios sobre ciencia de los alimentos. Nacida en un pueblo costero de Euskadi, recibió influencias de las sencillas elaboraciones de la cocina vasca y de las aromáticas preparaciones de la cocina magrebí, la cual aprendió de su madre. También ha aprendido de grandes chefs como René Redzepi o Ferran Adrià. Es apodada «la cocinera itinerante» (nombre de su blog) porque ha viajado por todo el mundo, y ha vivido en Países Bajos, Estados Unidos y México entre otros, por lo que no sorprende que hable siete idiomas.   
Sus proyectos más notables son el restaurante Nur, en Fez, y su libro de cocina homónimo y, en parte, autobiográfico, puesto que explica recetas de sus orígenes, manteniendo la tradición con un estilo moderno.

## Biografía
Sus padres son agricultores originarios de pueblos cercanos a Taza, entre el Atlas Medio y el Rif. Emigraron a San Sebastián en 1975. Tal y como ella explica, «nuestras comida era sencilla: mucha verdura, legumbres y pescado». De su madre heredó la base de su conocimiento gastronómico. Siempre ha defendido el valor de las mujeres como piedra angular de la cocina en Marruecos y en toda África. Hizo teatro en Barcelona y Madrid, y estudió actuación en la Universidad de Surrey de Londres. Hizo el personaje de Shamira en la telenovela Goenkale (2000) de EITB, pero se cansó de hacer de «la chica marroquí» y desestimó su carrera de actriz. Marchó por el mundo: Irán, Afganistán, Chile, Brasil, Venezuela y Nicaragua. Viajó a La Haya y Róterdam para ganarse la vida como cocinera. Comenzó ofreciendo pinchos vasco-marroquíes y de ahí montó un catering para eventos. 
Estudió Artes Culinarias en el Albeda College de Róterdam. Quedó impresionada con la cocina molecular de Heston Blumenthal, lo cual se refleja en sus platos. Se inició en la cocina profesional en el FG Restaurant de François Geurds. Ha pasado por las cocinas del restaurante Alinea de Grant Achatz (en Chicago), The French Laundry de Thomas Keller (Napa, en California), Noma de René Redzepi (Copenhague), Per Se (Nueva York) y el legendario El Bulli del chef Ferran Adrià y Oriol Castro (Rosas, al norte de Barcelona), en donde estuvo tres años hasta su cierre en 2011. Recorrió los Estados Unidos desde San Francisco hasta Nueva York. Se asoció con el cocinero de la Casa Blanca, Bill Yosses. Juntos, dieron clases sobre la ciencia de los alimentos la Universidad de Nueva York y Harvard, así como en Le Cordon Bleu Institute y el Beijing Science Festival (2013).
Viajó a Tabasco, México, tres años para aprender sobre el cultivo tradicional del cacao y el proceso de elaboración del chocolate. Abrió un local en Coyoacán, Ciudad de México. Hasta que se le propuso abrir un restaurante en Marruecos. En 2016 estableció el restaurante Nur, en la Medina (ciudad antigua) de Fez. Nur (نور) quiere decir 'luz' en árabe. En Nur, Kaanache moderniza la cocina tradicional marroquí en menús que cambian diariamente, en función de lo que se ofrece en el mercado. Nur ha sido calificado como «el Mejor restaurante de África».
En 2021 publicó Najat, su primer libro de cocina. También ha colaborado en el Madrid Fusión y el San Sebastián Gastronomika, entre otros.

## Proyectos

#### Restaurantes
- Souk (Dallas, Texas, 2013)[12]
- Piripi (Coral Gables, Florida, 2014)[13]
- Nur (Fez, 2021)

#### Libros
- Najat (2021). Planeta Gastro.[4]

#### Televisión
- Cocina marroquí (AMC Networks),[14] transmitido por Canal Cocina en España[15] y El Gourmet en América Latina.